# Афіна, графиня Монпеза
Атена Маргарита Франсуаза Марі (дан. Athena Marguerite Françoise Marie til Danmark; нар. 24 січня 2012, Копенгаген, Данія) — колишня принцеса Данська, графиня Монпеза, молодша дитина принца Йоакім і його другої дружини принцеси Марі, внучка королеви Маргрете II.

## Біографія
Принцеса Афіна стала молодшою дитиною в родині данського принца Йоакіма і його другої дружини принцеси Марі, уродженої Кавальє. Народилася 24 січня 2012, ставши наймолодшою з онуків королеви Данії Маргрете II. При народженні мала вагу 2930 грамів і зросту 49 см.
У принцеси двоє старших єдинокровних братів від першого шлюбу її батька: принци Ніколай і Фелікс, — а також повнорідний брат принц Генрік. На даний момент принцеса займає 10 місце в спадкуванні данського престолу. Також бере участь в лінії успадкування трону Великої Британії.
Хрещення принцеси відбулося 20 травня 2012 в церкві Møgeltønder, де були хрещені її брати Фелікс і Хенрік. При хрещенні їй було дано чотири імені:
- Афіна — на честь давньогрецької богині мудрості;
- Маргарита — французький варіант імені її бабусі королеви Маргрете II;
- Франсуаза — на честь бабусі з боку матері;
- Марі — на честь матері.

Хрещеними принцеси стали:
- Грегорі Гранде — єдиноутробний брат її матері;
- Едуард Кавальє — єдинокровний брат її матері;
- Карина Аксельссон — партнер принца Густава Сайн-Вітгенштейн-Берлебургського (сина принцеси Бенедикти і племінника королеви Маргрете);
- Жюлі Мірабо — близька подруга принцеси Марі;
- Дієго де Лавендейра і Генрієтта Стінструп — друзі родини принца Йоакіма.

### Титул
- 24 січня 2012 року — : Її Високість Принцеса Данська, графиня Монпеза
- 1 січня 2023 — дотепер: Її Високоповажність Афіна, графиня Монпеза.

28 вересеня 2022 королева Маргрете II вирішила, що принцеса Афіна, як і її троє братів і сестер, зокрема Генрік, Ніколай з 1 січня 2023 буде позбавлена титулу принцеси, тому в майбутньому титулуватиметься «Її Високоповажність» Афіна, графиня Монпеза.

## Нагороди
- 16 квітня 2015 : Пам'ятна медаль «75 років від дня народження королеви Маргрете II»
- 10 червня 2017 : Пам'ятна медаль «Золоте весілля королеви Маргрете II і принца Хенріка»